# Helia discalis
Helia discalis là một loài bướm đêm trong họ Erebidae.